# Anselm von Hailfingen (der Alte)

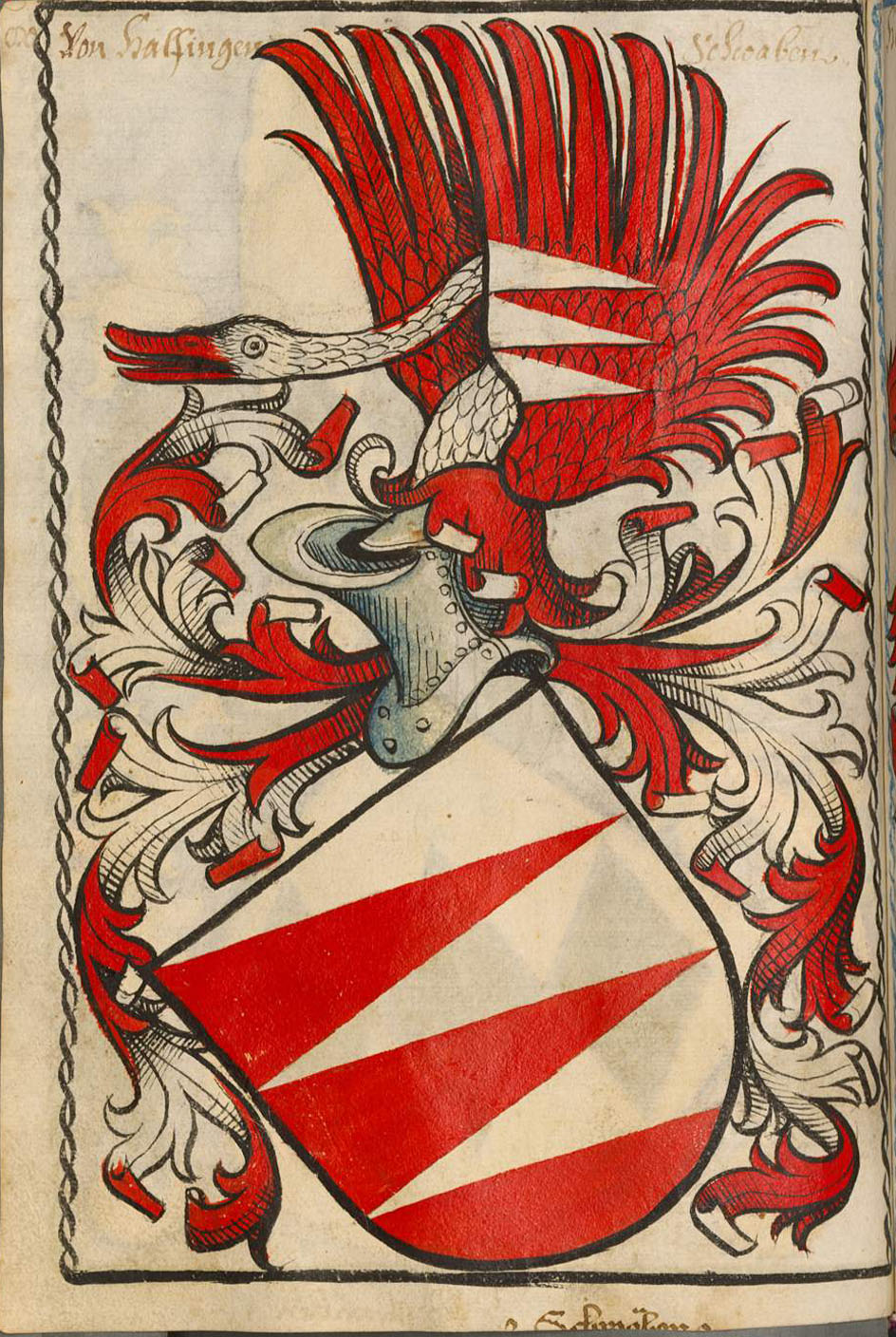
Familienwappen derer von Hailfingen nach dem Scheibler’schen Wappenbuch

Anselm von Hailfingen (der Alte) (* um 1300) war ein württembergischer Adliger.

## Familie
Anselm von Hailfingen war Vater des gleichnamigen Ritters Anselm von Hailfingen, der Vogt zu Tübingen war, und Großvater von Conrad von Hailfingen genannt Boltringer.

## Urkundliche Erwähnungen
Am 14. Februar 1338 verkauften Anselm von Hailfingen und seine Söhne Konrad und Heinrich an das Kloster Bebenhausen alle Güter, Weingärten, Äcker, Wiesen, Häuser, Scheuern, Gärten, Hofstätten mit Zugehörden in und um Breitenholz, welche Anselm von Heinrich von Mugeneck und seinem Schwager Reinhard von Altingen erworben hatte, um 85 Pfund Heller unter Zustimmung ihrer Oheime Friedrich Herter von Dußlingen und dessen Bruder Diemo, und unter Bürgschaft derselben und ihrer Vetter Johann von Hailfingen, des Kirchherrn zu Tailfingen, und dessen Bruder Anselm.
Am 11. Dezember 1340 verkauften Anselm von Hailfingen, der Alte, und seine Söhne Marquard und Albrecht unter Bürgschaft seiner beiden weiteren Söhne Heinrich und Anselm an das Kloster Bebenhausen alle Güter, Weingärten, Äcker, Wiesen, Baumgärten, Egerten – nach der alten Überschrift der Urkunde zu Entringen gelegen –, welche Anselm, der Alte, von Heinrich von Müneck erkauft hatte, um 30 Pfund Heller.